# Epitranus malaicus
Epitranus malaicus är en stekelart som beskrevs av Boucek 1982. Epitranus malaicus ingår i släktet Epitranus och familjen bredlårsteklar. Inga underarter finns listade i Catalogue of Life.